# Hồng Tiến, Khoái Châu
Hồng Tiến là một xã thuộc huyện Khoái Châu, tỉnh Hưng Yên, Việt Nam.

## Địa lý
Xã Hồng Tiến nằm ở phía đông nam huyện Khoái Châu, có vị trí địa lý:
- Phía đông giáp huyện Ân Thi
- Phía tây bắc giáp xã Dân Tiến
- Phía nam và tây nam giáp xã Việt Hòa
- Phía bắc giáp xã Đồng Tiến.

Xã Hồng Tiến có diện tích 5,65 km², dân số năm 2019 là 8.605 người, mật độ dân số đạt 1.523 người/km².

## Hành chính
Xã Hồng Tiến có 6 thôn, thị tứ được chia thành 5 thôn: Vân Ngoại, Vân Nội, Vân Cầu, Đỗ Xá, Cao Quán và thị tứ Bô Thời.

## Lịch sử
Hồng Tiến nằm ở phía Đông Nam huyện Khoái Châu có các lợi thế về yếu tố địa lý, thuận lợi giao thông dẫn tới các trung tâm kinh tế lớn của cả nước và của vùng, nên từ xa xưa nhân dân đã  quần tụ về đây sinh cơ lập nghiệp làm cho Thị tứ Bô Thời sớm nổi tiếng và đông vui nhộn nhịp. Đây cũng là yếu tố quan trọng giúp cho Hồng Tiến  phát triển các ngành nghề thủ công, nghề buôn bán. Từ đây con người Hồng Tiến cũng tỏa đi các nơi làm ăn sinh sống, mở mang ngành nghề truyền thống. Cũng từ đó biết bao thế hệ đã sinh ra và lớn lên trưởng thành từ mảnh đất này để xây dựng quê hương đánh giặc ngoại sâm, viết lên truyền thống tốt đẹp cho các thế hệ noi theo. Truyền thống đó bắt nguồn từ thời nhà Lý khi Thành Hoàng là quan Thái Úy Đỗ Anh Vũ đưa dân đến lập xóm mới, sau được nhân lên gấp bội. Khi có Đảng cộng sản Việt Nam ra đời, nhân dân Hồng Tiến đã làm cuộc cách mạng tháng Tám thành công rồi tiếp theo các cuộc chiến tranh giải phóng và bảo vệ Tổ quốc đến công cuộc kiến thiết ngày nay. Trong bản hùng ca bất hủ của dân tộc, nhân dân Hồng Tiến đã đóng góp sức người, sức của cả xương máu của mình để đất nước có ngày hôm nay.
Trong cuộc kháng chiến chống Mỹ hàng ngàn con em Hồng Tiến lại có mặt trên khắp các chiến trường đánh giặc, còn ở hậu phương nhân dân vừa đánh giặc vừa sản xuất thực hiện " Tay súng, tay cày, thóc không thiếu một cân, quân không thiếu một người ". Trong cuộc chiến tranh bảo vệ Tổ quốc từ biên giới phía Bắc, biên giới Tây Nam đến Hải Đảo xa xôi nơi nào cũng có mặt những người con Hồng Tiến. Sự hy sinh to lớn của các thế hệ người Hồng Tiến cho độc lập tự do của Tổ quốc không sao tả hết được. Nghĩa trang liệt sỹ của xã với 120 ngôi mộ và cả ở các nghĩa trang khác trên các nẻo đường của Tổ quốc là chứng tích không thể phai mờ về ý chí " Thà hy sinh tất cả, chứ nhất định không chịu mất nước, không chịu làm nô lệ " của người Hồng Tiến nói riêng và dân tộc Việt Nam nói chung.
Ngày 24 tháng 7 năm 1999, Chính phủ ban hành Nghị định số 60/1999/NĐ-CP về việc chuyển xã Hồng Tiến thuộc huyện Châu Giang cũ chuyển về huyện Khoái Châu mới tái lập quản lý.

## Kinh tế
Hồng Tiến là một xã có nền kinh tế phát triển sớm và là một xã đa nghề. Nghề rèn (Vân Ngoại), phế liệu (Cao Quán). Ngoài ra trong xã còn phát triển các ngành dịch vụ, thương mại, vận tải, sắt vụn, buôn bán và buôn bán đường dài... Cũng do vị trí địa lý, giao thông thuận lợi và nhiều nghề phụ mà đời sống, kinh tế người dân trong xã có phần khá giả hơn khá nhiều mặt bằng chung của vùng đồng bằng sông Hồng.

## Văn hóa
Trải qua năm tháng thăng trầm của lịch sử, những người con quê hương dù làm gì ở đâu, lúc nào cũng giữ chữ trung hiếu với nước, với dân. Truyền thống yêu nước thương dân phải kể đến dòng họ Hoàng Nghĩa thôn Vân Nội quê ngoại Bác Hồ mà các truyền thuyết và hiện vật còn lưu giữ cho đến ngày nay: Giếng Vàng sinh tử với voi đá, ngựa đá và tấm bia ghi công của bà Hoàng Thị Ngọc Khương là Quốc tể tướng công thời Nhà Lê. Hiện nay sở văn hóa thông tin tỉnh Hưng Yên đang xây dựng nhà tưởng niệm bà Hoàng Thị Loan thân mẫu của Hồ chủ tịch ở thôn Vân Nội.
Trên khu đất rộng 1.800 m² ngôi đình cổ được xây dựng từ thế kỷ XVII, hình chữ Vương thờ Thành Hoàng Đỗ Anh Vũ, hàng năm cứ vào ngày 20/9 âm lịch nhân dân Vân Ngoại mở hội cúng cơm mới theo phong tục cổ truyền mang đậm nét văn hóa truyền thống "Ăn quả nhớ người trồng cây " của dân tộc ta.
Thôn Cao Quán có chùa Liên Hoa tự xây dựng năm 1702 triều vua Chính Hòa cách đây hơn 300 năm, chùa nằm trong khu khuôn viên rộng 4.500 m² trên một gò đất cao hình hoa sen nằm giữa cánh đồng lúa xanh tốt lên có tên gọi là Liên Hoa Tự. Liên Hoa Tự được xây dựng tôn nghiêm nhưng thoáng đạt, như thiên nhiên hào phóng ban tặng.

### Di tích
Đình Vân Ngoại là di tích đã được Bộ Văn hóa thông tin nay là Bộ Văn hóa Thể thao và Du lịch xếp hạng cấp quốc gia. Đình thờ thành hoàng làng là Đỗ Anh Vũ có công giúp vua, giúp làng diệt giặc ngoại xâm được dân làng tôn kính.

## Giao thông
Xã Hồng Tiến có hệ thống giao thông khá thuận lợi:
- Quốc lộ 39: Hà Nội - Thái Bình
- Tỉnh lộ 204: kết nối với nhiều quốc lộ và tỉnh lộ quan trọng như Quốc lộ 38, đường Hà Nội - Hưng Yên,...
- Hệ thống xe buýt: tuyến 205.